# Gislahario
Gislahario (o Giselher), fue un rey de los burgundios, hijo de Gebica y hermano de Gundemaro I y Gundahario. Gobernó en la década de 410, aproximadamente de 411 a 413 (en otras fuentes, aparece como padre de Gundahario).

## En la leyenda
En el Cantar de los Nibelungos, aparece como Giselher y es hermano de los reyes Gunther y Gernot.